# Danajci
Danajci su bili grčko pleme i stanovnici grada Arga na Peloponezu. Potomci su mitskog kralja Danaja.
Homer je Danajcima nazivao sve Grke pod Trojom. S time u svezi se izraz Danajski dar smatra kao opasan i poguban neprijateljski dar (Trojanski konj). Bojim se Danajaca i kad darove nose (lat. "Timeo Danaos et dona ferentes"). (Vergilije, Eneida)